# Грудень 2022
Грудень 2022 — дванадцятий місяць 2022 року, що розпочнеться у четвер 1 грудня та закінчиться у суботу 31 грудня.

## Події
- 2 грудня
  - На території Києво-Печерської лаври зареєстровано юридичну особу — монастир Православної церкви України[1]
- 5 грудня
  - Президент України Володимир Зеленський став «Людиною року» за версією газети Файненшл таймс[2].
  - Дослідники Ліверморської національної лабораторії Лоуренса в Каліфорнії (США) провели експеримент реакції термоядерного синтезу, в якому вперше було вироблено більше енергії, ніж використано для початку процесу
- 7 грудня
  - У Німеччині затримали групу осіб за підозрою у змові з метою державного перевороту[3].
  - Володимир Зеленський та Дух України визнані «Людиною року» за версією журналу «Тайм»
- 10 грудня
  - Під час нагородження лауреатів Нобелівської премії миру в Осло українська правозахисниця Олександра Матвійчук від імені Центру громадянських свобод виступила з першою в історії України Нобелівською лекцією
- 12 грудня
  - Американська баскетболістка Бріттні Грінер та російський торговець зброєю Віктор Бут були звільнені шляхом обміну ув'язненими між США та Росією[4].
- 18 грудня
  - Збірна Аргентини стала чемпіоном світу з футболу, обігравши у фіналі збірну Франції
- 22 грудня
  - За підрахунками Генштабу ЗСУ, втрати Росії у війні з Україною сягнули 100 000 осіб
- 29 грудня
  - Міноборони Білорусі заявило, що українська ракета комплексу С-300, що впала поблизу села Гарбаха (Горбаська сільська рада) у Брестській області, була збита системою ППО країни[5].
  - Помер «Король футболу» Пеле[6].
- 31 грудня
  - У Ватикані помер Папа Римський-емерит Бенедикт XVI